# Ель-Саєд Носсейр
Ель-Саєд Носсейр (31 серпня 1905 — 28 листопада 1974) — єгипетський важкоатлет.
Олімпійський чемпіон 1928 року в категорії до 82,5 кг.